# 動物村ものがたり
『動物村ものがたり』（どうぶつむらものがたり）は、1970年3月30日から1970年7月21日までNETテレビ（現・テレビ朝日）で放送されていたTCJ（現・エイケン）製作のテレビアニメである。

## 解説
おとぎプロが1962年から1965年までの歳月をかけて制作した短編アニメ集『五万匹』（5万匹とも表記）を再構成した作品。毎週月曜 - 木曜 7時40分 - 7時55分に放送されていた。各話3分30秒。全100話。特定の主人公はなく、毎回動物村に住む様々な動物を主人公にしている。
本放送の終了後には放送番組センターが番組を買い取り、各地方局やNHK衛星第2テレビジョン『サンデーアニメ劇場』枠での再放送を行っていた。

## スタッフ
- 原作・脚本・演出・キャラクターデザイン - 横山隆一（おとぎプロ）
- 動画 - 滝口明治
- 音楽 - 大岡昇平
- 音楽演出 - 小松亘弘
- ナレーション - 白石冬美

## 主題歌
- オープニング「動物村ものがたりのテーマ 」〈インストゥルメンタル〉

作曲 - 大岡昇平

## 各話リスト
1. ダンプ象
2. 豹と虎
3. 白光のライオン
4. 金ぴか卵
5. 座礁くじら
6. 秘密
7. かび
8. ギャング沼
9. 毒の河
10. 豚の島
11. 巣箱どろぼう
12. 怪しい笛
13. サイ難
14. いんちき薬
15. つのアパート
16. 足跡
17. 飛び魚
18. 虎のカーペット
19. 忘れ犬
20. いやなパンチ
21. 透明イタチ
22. みがき魔
23. 忍者いたち
24. かみつきシャボテン
25. 地割れ
26. のど自慢
27. 純情ゴリラ
28. 四つ子のビーバー
29. 動く闇
30. ライオン坊主
31. 大ひでり
32. からみあい
33. 魚の親分
34. スタンプ狸
35. 笠こうもり
36. 迷子のラクダ
37. でっかいリンゴ
38. 陸の雷魚
39. さい雲
40. ロケット蛸
41. 愛のリレー
42. つの屋
43. ライオンの声
44. 頭に来た狸
45. にらめっこ
46. ぐるぐる沼
47. かば魚
48. はね石
49. かに爭い
50. かたつむりの脱出
51. 空気獣
52. ふしぎな道しるべ
53. かんむりカラス
54. ねずみの齒型
55. 海の怪物
56. いたづら風
57. 下手な豹
58. 地下毛
59. 恐竜時代
60. かばの雪足
61. 狼騒ぎ
62. ゆうれい花
63. お嫁さん
64. 怪しい光
65. おべんちゃら狐
66. へんないのしし
67. 怪しいこぶ
68. 浮き河馬
69. 見えない壁
70. 口鍵
71. 竜骨
72. 黒の大群
73. しっぽ花
74. 雪牛
75. 空とぶ狐
76. たまり水の怪
77. けんか草
78. 河馬ぞ行く
79. 2ペット
80. 太陽も真黒
81. 子わにの冒険
82. 天馬
83. 生うめ
84. 岩さわぎ
85. コロコロ君
86. 笹船
87. 火だるま
88. やすり橋
89. 貝
90. 小いか
91. クモの巣
92. クシャミ
93. ねずみのマント
94. クラゲの傘
95. アンパイヤー
96. ロボット
97. 虹の橋
98. 枯れ木虫
99. たいくつ村
100. おしゃれなクラゲ